# Café del Mar
38°58′51″ пн. ш. 1°17′47″ сх. д. / 38.9807° пн. ш. 1.2964° сх. д.
Café del Mar (Кафе дель мар — перекладається як «Кафе біля моря») — бар, розташований в місті Sant Antoni de Portmany (місто було перейменоване в 1986 році, стара назва — Сан-Антоніо-Абад) на острові Ібіса (Іспанія), що має популярність серед туристів літнього сезону завдяки своїм гарним заходам сонця. Бар був відкритий Рамоном Гуралєм (Ramón Guiral), Карлосом Андреа (Carlos Andrea) та Хосе Лес (José Les) в 1980 році.

## Музика

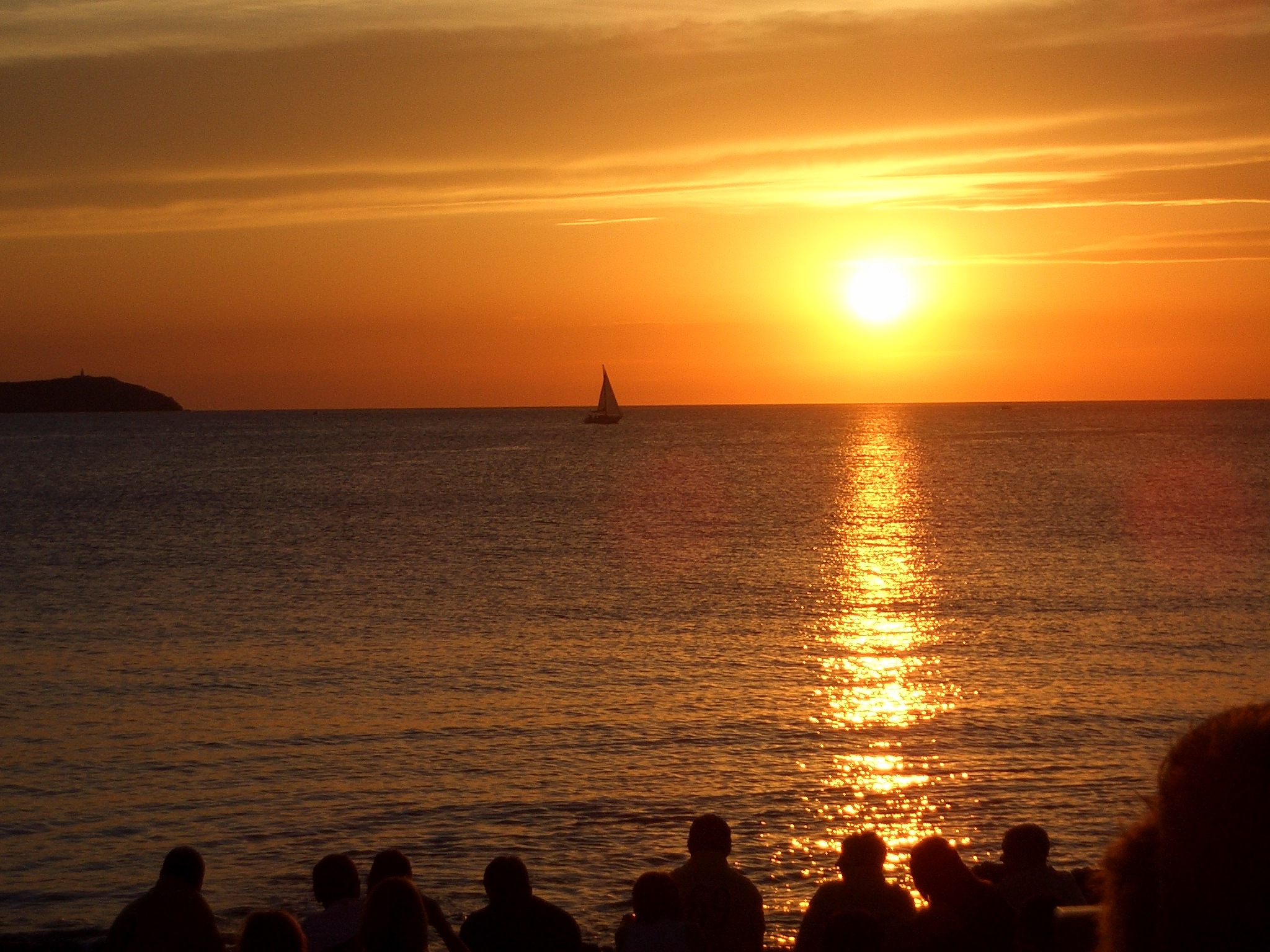
Захід сонця у «Café del Mar»

Café del Mar випускає музичні альбоми-збірки з композиціями, відібраними діджеями бару. Вважають, що ці композиції повинні створювати настрій, який переживається при спостереженні заходу сонця. Музичні жанри композицій включають такі напрями, як ембієнт та легка музика. Спочатку збірки видавалися на касетах, згодом була випущена серія компакт-дисків. Збірки почали складати наприкінці 80-х, хоча перший офіційний випуск відбувся в 1994 році. На 2012 рік випущено 18 томів, кілька окремих збірок і три альбоми, присвячені 20-річчю, 25-річчю та 30-річчю бару.

## Цікаві факти
- На момент 20 червня 2008 було зустріто та проведено 10230 заходів сонця.
- Захід сонця побачили понад 9 мільйонів людей зі всього світу.
- Продано більш ніж 12 мільйонів компакт-дисків Cafe Del Mar (Кафе дель мар).
- Понад мільйон фірмових виробів Cafe Del Mar були придбані туристами.
- Мадонна (співачка) в інтерв'ю журналу «Rolling Stone» назвала Cafe Del Mar в числі своєї улюбленої музики.[джерело?]